# Grande Área Árabe de Livre-Comércio

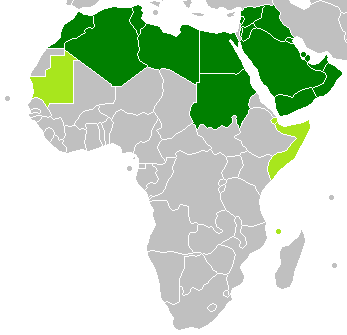
Países-membro da Grande Área Árabe de Livre Comércio

A Grande Área Árabe de Livre Comércio (em francês Grande zone arabe de libre-échange e em inglês Greater Arab Free Trade Area) também conhecida pela sigla GAFTA é uma zona de livre comércio pan-árabe existente desde 1997, fundada por 14 países: Bahrein, Egito, Iraque, Kuwait, Líbano, Líbia, Marrocos, Omã, Catar , Arábia Saudita, Sudão, Síria, Tunísia e Emirados Árabes Unidos. 
 

A formação de GAFTA ocorreu na sequência da adoção do "Acordo para facilitar e desenvolver o comércio entre os países árabes" de 1981 e da aprovação do "Acordo sobre a Área de Comércio Livre da Grandiosa Árabia" por dezassete estados-membros da Liga Árabe, durante uma cúpula em Amã, na Jordânia. Em 2009 a Argélia juntou-se à GAFTA como o seu 18o estado-membro. A GAFTA é supervisionada e gerida pelo Conselho econômico e social da Liga Árabe (ESC).